# Nobl
Nobl ou Nubl, en arabe : نبل, est une ville du nord de la Syrie située dans le nahié éponyme, dépendant administrativement du district d'Azaz de la province d'Alep. Elle aurait eu 21 039 habitants en 2004, dont la plupart sont chiites. Elle est située à proximité de la ville de Zahraa. Nobl et Zahraa ont fait l'objet d'une longue période de siège entre 2012 et 2016 durant la guerre civile syrienne, avant que ce siège ne soit rompu par une offensive du début de l'année 2016.